# SimCity: BuildIt
SimCity: BuildIt es un videojuego móvil de simulación de construcción de ciudades. Desarrollado por TrackTwenty y publicado por Electronic Arts, fue lanzado a finales de 2014. El videojuego forma parte de la franquicia SimCity, y está disponible para su descarga en iOS, Android y las tiendas de aplicaciones de Amazon. Es un juego de simulación gratuito en la App Store iOS y Google Play Store.
Este juego permite a los usuarios resolver situaciones de la vida real como el fuego, las aguas residuales, la contaminación y el tráfico y ayuda a lidiar con los problemas que el público enfrenta. Los jugadores pueden conectarse y competir con otros usuarios para un juego más conectado.

## Juego
El juego es freemium (libre-a-juego con anuncios intrusivos y compras en la aplicación). Utiliza música y gráficos similares al juego SimCity 2013, aunque está ligeramente reducido para adaptarse a las capacidades gráficas de los dispositivos iOS y Android. El juego comienza con 25.000 simoleones y 50 SimCash a mano. No hay ninguna función de zonificación en SimCity: BuildIt. En su lugar, los edificios se mueven manualmente. Los edificios comerciales e industriales producen artículos, y las zonas residenciales los requieren para mejorar a una mayor densidad. Las fábricas también se pueden actualizar, aunque requiere demoler el edificio original cuando no está produciendo nada, luego reemplazarlo por uno nuevo.
También hay edificios especiales basados en torneos de temporada; y basado en días festivos como Navidad, Año Nuevo, San Valentín, Pascua, Halloween y Acción de Gracias que se pueden colocar en la ciudad. Cada temporada juega cada tres meses, dando las categorías de los tipos de edificios cada temporada por un tiempo limitado, tales como edificios de estudio de cine, edificios de parques de atracciones, edificios salvajes del oeste, edificios de referencia especiales, edificios universitarios adicionales, edificios de desfiles, y edificios basados en eventos promocionales del mundo real, como la promoción de las papas fritas Lays Max. Una vez que los jugadores han utilizado todo el espacio de la ciudad disponible, los jugadores solo pueden almacenar o intercambiar estos edificios. El juego tiene cinco regiones adicionales a las que los jugadores pueden cambiar y desarrollar. Esto amplía la jugabilidad para proporcionar nuevas tierras, edificios y materiales variados y permite a los jugadores también utilizar los edificios de la temporada.
Los jugadores solo pueden construir carreteras de dos carriles con la herramienta de construcción. Los jugadores no pueden construir manualmente carreteras de mayor capacidad; deben actualizarlos en su lugar. Inicialmente, sólo dos, cuatro y seis carriles están disponibles en el lanzamiento; tres tipos de carreteras más (avenidas, bulevares y avenidas de tranvía) se introdujeron en la actualización de Desastres.
La actualización Desastres permite a los jugadores lanzar desastres (colisiones de meteoritos, terremotos, etc.) en su propia ciudad. Cada desastre tiene tres niveles que los jugadores pueden desbloquear. Los jugadores desbloquean estos niveles lanzando los desastres. Los jugadores pueden ganar llaves de oro de esta manera.
Los usuarios juegan como el alcalde de su ciudad, y tomar decisiones con el fin de mantener a su gente del pueblo feliz. Cuando los jugadores hacen esto, los jugadores pueden ganar impuestos en el Ayuntamiento. Cuando los jugadores tienen más gente, los jugadores ganan más impuestos ("Simoleones"). Los usuarios pueden intercambiar, chatear y unirse a clubes con otros jugadores para el juego en línea conectado.
Las fábricas producen metal (1m), madera (3m), plástico (9m), semillas (20m), minerales (30m), productos químicos (2h), textiles (3h), azúcar y especias (4h), vidrio (5h), piensos para animales (6h), componentes eléctricos (7h)
Comercial: Building Supplies Store produce clavos, tablones, ladrillos, cemento, pegamento y pintura. La ferretería produce martillo, cinta métrica, pala, utensilios de cocina, escalera y taladro. Farmers Market produce verduras, bolsa de harina, frutas y bayas, crema, maíz, queso y carne de res. Muebles Store produce sillas, mesas, textiles para el hogar, armario y sofá. Los suministros de jardinería producen césped, árboles, muebles de jardín, fogata, cortacésped y gnomos de jardín. Donut Shop producir rosquillas, batido verde, panecillos, pastel de queso cherry, yogur congelado, y café. Fashion Store produce gorra, zapatos, reloj, trajes de negocios y mochila. Fast Food Restaurant produce sándwich de helado, pizza, hamburguesas, papas fritas con queso, botella de limonada y palomitas de maíz. Los electrodomésticos producen parrilla de la barbacoa, refrigerador, sistema de iluminación, TV, y horno de microondas.
La sede del concurso se desbloquea en el nivel 11. Club Wars se desbloquea en el nivel 18.

## Recepción
En octubre de 2017, la aplicación ha visto más de 50 millones de descargas en Google Play Store y ocupa el número cuatro en descargas de juegos de simulación que operan en Android.
En 2018, según EA Mobile, SimCity: BuidlIt ha sido grabado como el SimCity más jugado nunca cuando se mantuvo en el top 10 en juegos de simulador y estrategia de EE. UU. en plataformas IOS, en el top 100 para los juegos de Estados Unidos en general y en el top 150 global.